# Nejlepší přítel robota
Nejlepší přítel robota (v anglickém originále I, Roommate) je třetí epizoda první série seriálu Futurama. Poprvé byla vysílána 6. dubna 1999 stanicí Fox.

## Děj
Fry bydlí v kancelářích Planet Expressu, což se projeví zvýšenou spotřebou vody, hromadou odpadků před budovou firmy, která láká sovy a také používá motory kosmické lodi místo sušáku vlasů. Takže když sní profesorovi mimozemskou mumii, pohár trpělivosti všech přeteče a Fry se musí přestěhovat.
Nastěhuje se k Benderovi, u kterého ale vydrží jen pár dní, protože Benderův byt má 2 m3. Začne se tedy shánět po nějakém jiném bydlení. S Leelou a Benderem pár volných bytů projdou, ale žádný není vyhovující (první je pod vodou a zatéká do něj, druhý má velmi složitou strukturu a třetí je v New Jersey).
Protože jeden z profesorových kolegů zemře, uvolní se jeho byt, kam se Fry s Benderem přestěhují. Ale během párty v novém bytě zjistí, že Benderova anténa ruší televizní vysílání v celém patře domu. Domovnice proto Bendera vyhodí a musí se vrátit do svého starého bytu. Zničí ho to však natolik, že několik dní nepije a vystřízliví (roboti totiž potřebují ke svému provozu dostatek alkoholu). Vrazí proto jednoho dne do Fryova bytu a v zoufalství si anténu ustřihne. Teď může zas bydlet s Fryem, ale bez antény je smutný.
Fry se s Benderem domluví a anténu mu zase zpátky přidělá a přestěhuje se zpátky k němu. Protože si s sebou vzal malý stromeček, který potřebuje víc světla, Bender otevře dosud skryté dveře se slovy, že v komoře je světla dost. Ukáže se tak, že Benderův byt je daleko větší a má několik místností.

## Postavy
Postavy, které se v této epizodě poprvé objevily:
- Calculon
- Monique
- Hattie McDoogal
- Boxy

## Budoucí výrobky
V této epizodě se vyskytují následující výrobky z budoucnosti:
- Bachelor Chow
- LöBrau Beer
- Olde Fortran Malt Liquor

## Budoucí planety
V této epizodě se vyskytují následující planety z budoucnosti:
- Zuban 5

## Předzvěsti
- Bender mluví ze spaní: „Kill all humans.“ (Zabít všechny lidi). Přání robotů vybít lidstvo je evidentní na planetě Chapek 9, obývané výhradně roboty, kteří se objevili v epizodě Fear of a Bot Planet.

## Co nesouhlasí
- Když Hermes na začátku říká: „We’ll bill ya for the couch“ (Pošleme vám účet za gauč), jeho ústa se nehýbou.
- I když Benderova anténa ruší vysílání televize na celém podlaží, signál vypadne jen když Bender vstoupí do pokoje, ne když vstoupí do podlaží.
- V pozdějších epizodách si Bender může anténu zastrčit do hlavy a nemusí si ji uříznout.